# ウィリアムヒル
ウィリアムヒル（William Hill plc）は英国最大のブックメーカーのひとつ。 2013年8月2日時点で時価総額で40億7000万ポンドの規模があると記載されている。シーザーズ・エンターテインメントの傘下。

## 歴史
1934年にブリテン島でギャンブルが合法とされた際に、ウィリアム・ヒル（William Hill）によって設立された。会社の所有者は何度も変わり、1971年にシアーズ・ホールディングス（Sears Holdings）の所有となり、1988年にはグランド・メトロポリタン（Grand Metropolitan）、1989年にはブレント・ウォーカー（Brent Walker）の所有となった。
1996年9月、グランド・メトロポリタンが売却時に会社の利益を水増ししていたことが判明し、William Hillに支払った6億8500万ポンドのうちブレント・ウォーカーが1億1700万ポンドを補填した。日本の投資金融機関である野村証券は、1997年にウィリアムヒルの7億ポンドにのぼるレバレッジド・バイアウトを取り付けた。2人のディレクターに実刑判決が与えられ、Serious Fraudオフィスによる調査の後、負債が13億ポンドを超えていたブレント・ウォーカーは倒産した。
1999年2月、株式市場への上場案は市場の興味を引くことができず廃案となったが、代わりに野村証券が8億2500万ポンドを増資し、ウィリアムヒルは私企業のCivenとプライベート・エクイティ・ファンドのパートナーによって管理された。結局、2002年にウィリアムヒルの株式はロンドン証券取引所に上場された。その翌年に最高責任者のデイビット・ハーディング（David Harding）に284万ポンドのボーナスが支給され、2003年に英国で5番目に高額の報酬を得た会社取締役となった。
2002年にサンダーランド・グレイハウンド・スタジアム、2003年にニューキャッスル・グレイハウンド・スタジアムを取得した。
2004年に 最高責任者のデイビット・ハーディングは会社の時価総額を7500万ポンド減らしながら、離婚の資金を捻出するために520万ポンドの株を売却した。
2005年には、英国、アイルランド共和国、マン島、ジャージー島でスタンレー・レジャー（Stanley Leisure） から、624箇所のベッティングオフィスを5億400万ポンドで購入した。オフィスの取得により、店舗規模でウイリアムヒルは英国のベッティングマーケットのトップに立った。 公正取引を監督する機関は、市場を独占する危惧からウイリアムヒルに624のオフィスのうち78のオフィスを売却させた。スタンレー・レジャーからの店舗取得で過払いをしたという懸念から、ウイリアムヒルはFTSE100から除外された。
2008年にラルフ・トッピング（Ralph Topping）が最高責任者に任命された。 ラルフは"落伍者"としてストラスクライド大学を中退した後、1973年にグラスゴーのハンプデン公園の近くのウィリアムヒルのベッティングショップで土曜日の仕事を獲得し、その地位で彼のやり方を徹底した。
2008年11月、ウィリアムヒルはオンラインにおける運営を改善するためにオルビス（Orbis、現在のOpenBet）、およびイスラエルのソフトウェア会社であるプレイテック（Playtech）とパートナーシップを結んだ。契約条件に基づき、ウィリアムヒルは資産とアフィリエイト企業のためにプレイテックの創始者であるテディ・サギ（Teddy Sagi）に1億4450万ポンドを支払った。これらには、ウィリアムヒルが引き続きWHGの名称で運営する複数のオンラインカジノサイトが含まれる。プレイテックは新生ウイリアムヒル・オンラインの株式の29%を実質的に取得した。以前の社内システムを廃棄する際に、ウィリアムヒルは報告済みの2600万ポンドを記載した。2009年6月、ウィリアムヒル収支報告に従い、株式の4分の１を所有するパートナーであるにもかかわらず、Playtechを支持した。
2021年4月、シーザーズ・エンターテインメントによる買収を受けそのグループ企業となった。

## 運営

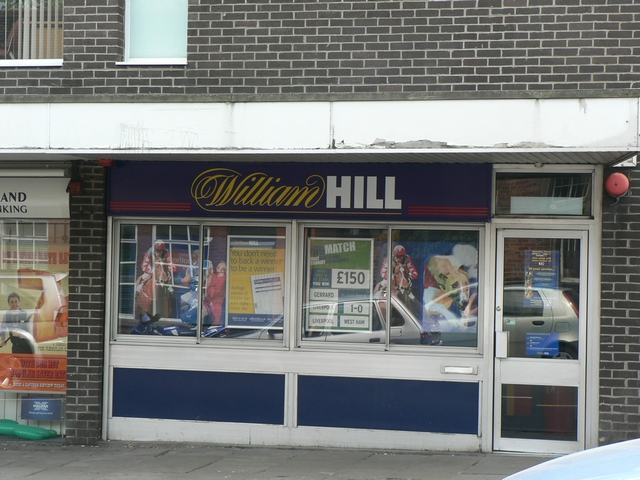
William Hill リーズ市のベッティングショップ

この企業は英国にあるメインオフィスでおよそ16600人の人々を雇用しながら世界中で営業を行っている。 英国、アイルランド共和国およびジブラルタルは2300にのぼる英国の認可を受けたベッティングオフィスとともに、電話とインターネットでサービスの提供を行っている。それらの企業は英国最大の運営母体で、英国とアイルランドで市場の25%ほどをカバーしている。 サウスヨークシャー、ロザナムにあるテレベッティングのコールセンターは2007年に125000のベットを扱い、グランドナショナルおよびその傘下のベッティングショップは1日平均1億件以上のベッティングスリップを処理している。
オンラインのスポーツブックの運営に加えて、オンラインカジノゲーム、'スキルゲーム'、オンラインビンゴ、オンラインポーカーを提供する。2005年のギャンブリング条例施行以来、ゲーム機はその他をカバーするほどの利益を上げている。
ウィリアムヒルは2004年より2年間、独自のケーブルテレビチャンネルを運用したが、現在では社内のライブの視聴覚放送を直接傘下のベッティングオフィスに提供している。これはリーズのスタジオで撮影され、ショップのラジオと連携して運営され、客にユニークなサービスを提供している。
2010年8月、ウィリアムヒルは10000人以上になる支店の小売店で、未成年のギャンブルを防止するためにトレーニングプログラムを実施した。
会社は店舗の労働者の扱いに関してコミュニティー（労働組合）、および組織（労働組合）の批判を受けている。オフィスで単独で働くことを強いられることによってスタッフが実際に受けるリスクにおいて、一日の労働が終わった後に未払いの仕事が要求されることが、その内容である。
2008年11月、 UBSでアナリストは 企業レベルでの借り入れに "関連して" 10億ポンド以上であるとし、その後15億ポンドであると報告されたと書き留めた。2009年にこの企業は債務を再編するために債権問題と債務問題の両方を明確にした。
2001年から2009年までウィリアムヒルはGeorge Howarth MPに、会社の業務アドバイサーとして年間£30,000 を支払った。ウィリアムヒルの給料支払い名簿で、彼はベッティングの手数料に課す現行より厳格な課税案を盛り込んだ2003年の予算を見送った。Howarthは2009年の経費に関するスキャンダルの後、役職を離れた。

## 英国外
2009年に、 ウィリアムヒルはオンラインと固定のオッズのゲーム部門を、課税の義務を避けるためにジブラルタルに移した。ジブラルタルではウィリアムヒルはジブラルタルのベッティングおよびゲーミング協会のメンバーの一員である。この企業のオンライン運営は2007年にイギリスでの広告活動が非EEA拠点のギャンブリング企業に禁止されるよう変更される以前はオランダ領アンティルのタックス・ヘイヴンに置かれた。
2009年3月、ウィリアムヒルはアイルランド共和国にある14のショップを53の業務の喪失を伴いながら閉鎖した。2010年2月、アイルランドのショップ残りの36のショップへの議論を呼んだゲーム機の導入の保留の可能性が"再確認中"であると通知された。
ウィリアムヒルは会社の経費100万ポンドが無駄な投資となり失敗となったちょうど2年後の2008年、イタリアに進出する。ウィリアムヒルの保有株式の50%を1ユーロで購入しているパートナーであるCodere社とのスペインにおけるこの会社のジョイントベンチャーは、両社が2008年4月に1000万ユーロの'初期'投資をした後の2010年1月に終了した。ウィリアムヒルは2008年に1160万ポンド、2009年に93万ポンドをこの事業で失った。
2009年9月、会社はシッキムのヒマラヤの遠隔地を経由してインドのベッティングマーケットに参入することに関心を持ちインドにおける最初のオンラインギャンブルの認可のための招致に参加した。
2012年6月、ウィリアムヒルはスポーツブックの3つのチェーンである Lucky's、Leroy's、およびClub Cal Nevaの衛星運用を総額5300万ドルで買収しながら完全なスポーツベッティングを容認しているアメリカ唯一の州であるネバダに進出した。当時のこの取引は会社にこの州のスポーツブックの拠点の55%と州全体の収入の11%を占めるようになった。この3つのチェーンはウィリアムヒルの名称で商標を変更された。

## スポンサーシップ
2007年、ウィリアムヒルはTurfTVとのレース場の議論でさまざまな競馬のスポンサーを辞退すると脅した。ウィリアムヒルはもっとも痛烈にTurfTVを批判したが、後に2008年1月に屈辱的にも強制されてチャンネルに加入することになった。
2009年8月、ウィリアムヒルはスペインのリーガ・エスパニョーラに参加するサッカーチーム マラガCFのユニフォームスポンサーとなった。
会社は年に一度、「ウィリアムヒル スポーツブック・オブ・ジ・イヤー」を主催する。これはスポーツ関連の書物を評価し、表彰するものである。
ダーツではウィリアムヒルワールドダーツチャンピオンシップのタイトルスポンサーを務めている。

## 広告
2008年5月、英国広告基準局(ASA)はウィリアムヒルに当局が"社会的に無責任であると認められたギャンブル行為が許容された"と判別されるようなテレビ広告が放送されることを禁じた。
2009年10月、ASAは"フリーベットの100ポンド"を約束した全国版の新聞やポスターを禁じた。 この広告は、"ミスリード"を誘導したり、'信頼性'に関連して広告規制をクリアしていないと認められた。
2010年3月、"ウィリアムヒルは最高のプライスである事実"と謳った内容の広告はASAによって禁じられた。この広告は"実現性"、"信頼性"、"正直さ"などを含み広告規制のいくつかをクリアしていなかった。
2011年9月、ウィリアムヒルは2005年のシングル"A Bit Patchy"を特集しているテレビ広告を1本作成した。
2012年12月、"最高の馬で最高の価格" および"最高のチームで最高の価格" と謳う広告がASAによって禁じられた。この広告は、"ミスリード"を誘導する広告、"信頼性"および"模倣"を含み広告規制をクリアしていないと認められた。ASAはまたミスリードを誘導するとして"最高のオッズを保証"を謳った別の広告を禁じた。

## 参考
1. ↑  “Hills chief Philip Bowcock to step down as bookmaker increases digital focus” (英語).   Racing Post. 2021年3月23日閲覧。
2. 1 2 3  “Annual Report 2017” (PDF).   William Hill. 2018年3月30日閲覧。
3. ↑  “William Hill today”.   William Hill. 2017年4月29日閲覧。
4. 1 2 3 4 5  William Hill: History
5. ↑  Richard Davenport-Hines, ‘Clore, Sir Charles (1904–1979)’ Oxford Dictionary of National Biography, Oxford University Press, 2004
6. ↑  "BRENT WALKER RECOUPS POUNDS 117M FROM BETTING STAKE OF SEVEN YEARS AGO", The Observer, London, 29 September 1996
7. ↑  “Brent walker group plc: disposal of william hill and delisting”.   Brent Walker Group. 2010年4月13日閲覧。
8. ↑  Cope, Nigel (1996年12月7日). “Ex-Goldcrest director jailed over cover-up”. The Independent (London) 2010年4月13日閲覧。
9. ↑  Farrelly, Paul (1996年9月29日). “SFO launches third Brent Walker fraud trial”. The Independent (London) 2010年4月13日閲覧。
10. ↑  "BOOKIE CITY PLAN FALLS AT FINAL HURDLE", Sunday Mirror, London, 21 February 1999
11. ↑  Business & Media: Business: Top 10 highest paid directors, The Observer, London, 1 February 2004
12. ↑  "Wm Hill defends statement timing as shares fall again", The Guardian, London, 7 July 2004
13. ↑  "WILLIAM HILL CHIEF BLAMES DIVORCE FOR POUNDS 5M STAKE SALE THAT KNOCKS SHARES", The Independent, London, 11 June 2004
14. ↑  "William Hill buys Stanley shops" BBC News, 16 May 2005
15. ↑  Wallop, Harry (2005年8月3日). “William Hill ordered to sell 78 shops”. The Telegraph (London) 2010年4月12日閲覧。
16. ↑  Stevenson, Rachel (2005年5月17日). “William Hill becomes UK's biggest bookie”. The Independent (London) 2010年4月13日閲覧。
17. ↑  “Wm Hill defies relegation”. Yorkshire Post. 2010年4月13日閲覧。
18. 1 2  Business big shot: Ralph Topping The Times, London, 22 February 2008
19. ↑  “Casino machines save Hill after web bets flop”. London Evening Standard. 2010年4月12日閲覧。
20. 1 2  William Hill in deal with Playtech to expand on-line gaming operation The Independent, 21 October 2008
21. ↑  “Interview: Henry Birch, William Hill Online”. eGaming Review. 2010年4月14日閲覧。
22. ↑  Bowers, Simon (2008年1月11日). “William Hill to buy in technical experts to save internet arm”. The Guardian (London) 2010年4月12日閲覧。
23. ↑  "Bookie's IT botch", Daily Mail, London, 11 January 2008
24. ↑  King, Ian (2009年7月21日). “William Hill reassures after Playtech warning”. The Times (London) 2010年4月12日閲覧。
25. ↑  “Caesars Entertainment Announces Completion of William Hill PLC Acquisition” (英語).   PR Newswire (2021年4月22日). 2021年6月22日閲覧。
26. ↑  “William Hill PLC”. William Hill PLC. 2015年4月3日閲覧。
27. ↑  Lister, Sam (2009年2月7日). “High-stakes gambling machines causing serious addiction”. The Times (London) 2010年4月13日閲覧。
28. ↑  William Hill 'satisfied' with business, Yorkshire Post, Leeds, 24 April 2008
29. ↑  Sibun, Jonathan (2008年2月28日). “William Hill unfazed by gaming review”. The Telegraph (London) 2010年4月13日閲覧。
30. ↑  Staff at William Hill train to avert underage gambling
31. ↑  “Newsletter”.   Unite the Union. 2010年4月12日閲覧。[リンク切れ]
32. 1 2  “Community on Wm. Hill restructuring”.   Community. 2010年4月12日閲覧。
33. ↑  “Something for nothing”.   Community. 2010年4月12日閲覧。
34. ↑  Fletcher, Nick (2008年11月20日). “Investors bet on bookies, but bad debt worries hit IG”. The Guardian (London) 2010年4月12日閲覧。
35. 1 2  Harrington, Ben (2009年11月5日). “William Hill to launch ｣250m high yield bond”. The Telegraph (London) 2010年4月12日閲覧。
36. ↑  William Hill; INSIDE THE CITY, The Sunday Times, London, 2 August 2009
37. ↑  "MP acting as bookies' lackey is a disgrace", The Telegraph, London, 19 May 2003
38. ↑  "MP ACCUSED ON BET LAWS", Daily Echo, Liverpool, 26 May 2003
39. ↑  "MP quits bookmaker job ahead of crackdown; Private earnings under spotlight", Daily Post, Liverpool, 29 June 2009
40. ↑  William Hill Debuts Google Cardboard Horse Racing App
41. ↑  Walsh, Dominic; Oconnor, Rebecca (2009年8月4日). “William Hill moves online betting offshore”. The Times (London) 2010年4月12日閲覧。
42. ↑  Kelso, Paul (2009年8月4日). “William Hill's offshore gambling move raises match-fixing fears”. The Telegraph (London) 2010年4月12日閲覧。
43. ↑  “GBGA Official Website”. 2014年1月21日閲覧。
44. ↑  “William Hill Bans Players from 55 Countries”. KeyToCasino. 2015年5月14日閲覧。
45. ↑  “William Hill to close 14 betting shops in Republic”. Irish Times. (2009年2月2日) 2010年4月14日閲覧。
46. ↑  “William Hill waits for details on State's gambling reform”. Irish Times. (2010年2月2日) 2010年4月14日閲覧。
47. ↑  “Italian gamble a loser for Hills”. London Evening Standard. 2010年4月12日閲覧。
48. ↑  “Sale of Spain joint venture”.   William Hill. 2010年4月14日閲覧。
49. ↑  “William Hill PLC - Re Joint Venture”.   William Hill. 2010年4月14日閲覧。
50. ↑  “Annual Online Report”.   William Hill. 2010年4月21日閲覧。
51. ↑  Thompson, James (2009年10月27日). “Betfair and William Hill target India”. London: independent.co.uk 2009年10月27日閲覧。
52. ↑  Velotta, Richard N. (2012年6月21日). “British oddsmaker William Hill gets OK to operate 159 books in Nevada”. Vegas Inc 2012年6月28日閲覧。
53. 1 2  Green, Steve (2012年6月28日). “William Hill, Affinity in long-term sports betting deal”. Vegas Inc. 2012年6月28日閲覧。
54. ↑  Paley, Tony (2007年3月26日). “Bookmakers threaten sponsorship cuts as betting shop row escalates”. The Guardian (London) 2010年6月14日閲覧。
55. ↑  “William Hill deal with TurfTV a case of history repeating as punter power wins day”. The Scotsman 2010年6月14日閲覧。
56. ↑  “Sanz: William Hill deal strengthens Malaga relationship with British community”. Tribalfootball.com 2010年4月12日閲覧。
57. ↑  “William Hill Sports Book of the Year”.   Hampshire County Council. 2010年4月13日閲覧。[リンク切れ]
58. ↑  “ASA Adjudication on William Hill (Gibraltar) Ltd”.   ASA. 2010年4月13日閲覧。
59. ↑  “ASA Adjudication on William Hill Organisation Ltd”.   ASA. 2010年4月13日閲覧。
60. ↑  “ASA Adjudication on William Hill Organisation Ltd”.   ASA. 2010年4月13日閲覧。
61. ↑  William Hill Football betting New Season TV Advert 2011 / 2012. YouTube. 14 September 2011. 2015年4月3日閲覧.
62. ↑  “ASA Adjudication on William Hill Organisation Ltd”.   ASA. 2013年1月5日閲覧。